# Nils Mohl

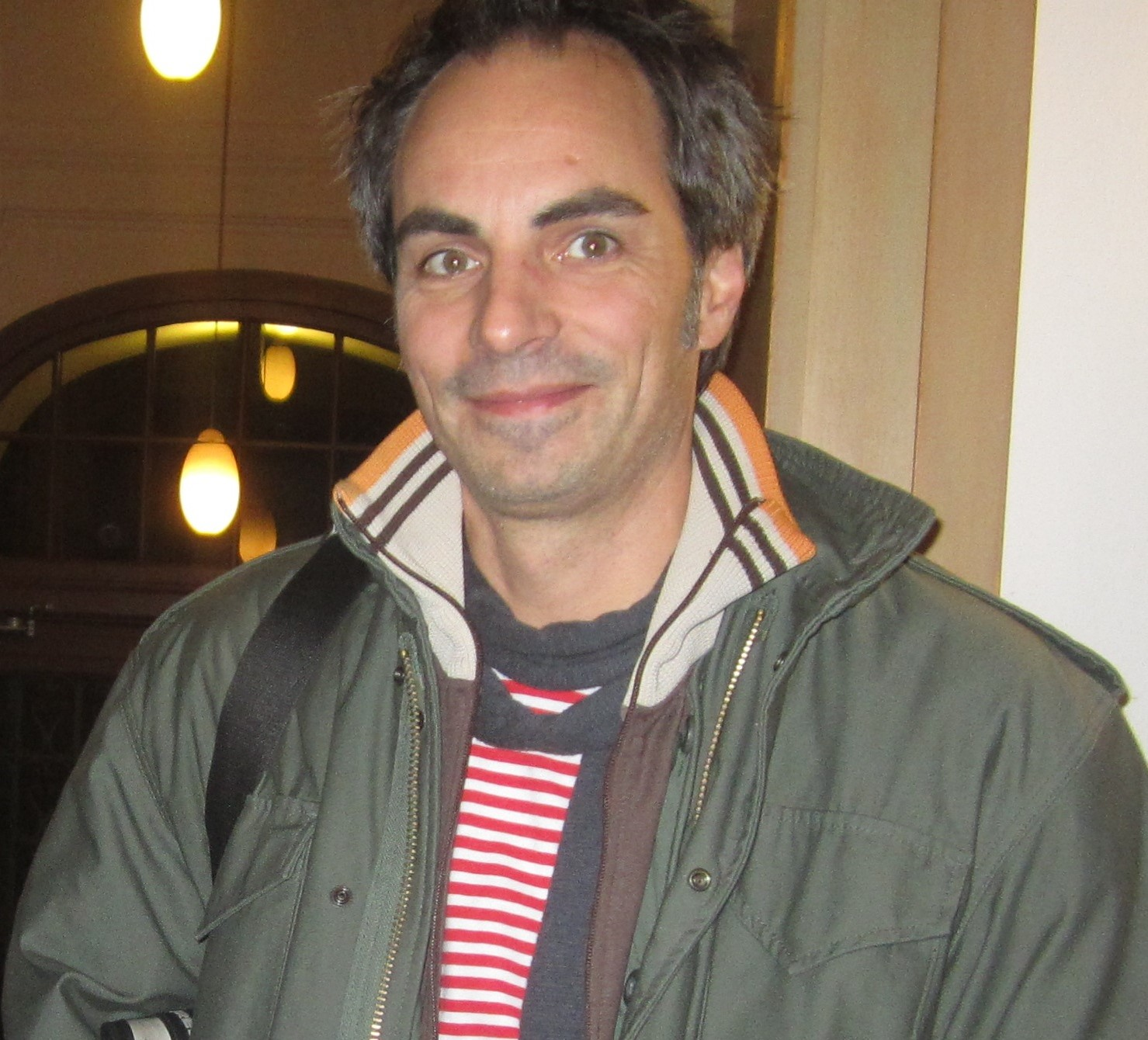
Nils Mohl 2012 beim 10. Steglitzer Literaturfest in der Schwartzschen Villa in Berlin

Nils Mohl (* 31. Juli 1971 in Hamburg) ist ein deutscher Schriftsteller.

## Leben und Werk
Mohl wuchs als Älterer von zwei Geschwistern am Stadtrand von Hamburg auf. Er studierte in Kiel, Tübingen und Berlin Neuere Deutsche Literaturwissenschaft, Linguistik und Volkskunde sowie in Weimar Kulturmanagement. Er verfasste mehrere Bücher. Besonderen Erfolg hatte er mit seinen Kurzgeschichten. Unter anderem ist die Story Tanzen gehen, mit der er beim 11. MDR-Literaturwettbewerb 2006 zu den Preisträgern zählte, inzwischen Schulbuchlektüre.  2012 leitete Mohl in Berlin die erste Berliner Meisterklasse, eine Kooperation des internationalen literaturfestivals berlin und des Treffens Junger Autoren. Im Rahmen dessen war er auch Jurymitglied der Auszeichnung Das außergewöhnliche Buch.
Größere Bekanntheit erreichte Mohl durch seinen Roman Es war einmal Indianerland, der 2013 vom Jungen DT des Deutschen Theaters in Berlin inszeniert wurde. Für Es war einmal Indianerland wurde Mohl mit dem Oldenburger Kinder- und Jugendbuchpreis (2011), einem Kranichsteiner Jugendliteratur-Stipendium (2011) und dem Deutschen Jugendliteraturpreis in der Kategorie Jugendbuch ausgezeichnet. Der 2022 veröffentlichte Jugendroman Henny & Ponger wurde im März 2023 für den in Oktober zu verleihenden Deutschen Jugendliteraturpreis 2023 in der Kategorie Jugendbuch nominiert. Mohl sagt über dieses Buch selbst, dass er einen Jugendroman schreiben wollte, der der Zielgruppe eine in dieser Sparte oft fehlende Komplexität zutraut, sowohl im Aufbau als auch sprachlich. Allerdings hätten sich viele Facetten der Geschichte auch ohne viel Vorplanung während des Schreibprozesses ergeben.
2017 erschien die Romanverfilmung Es war einmal Indianerland.
Mohl nahm an verschiedenen Festivals teil, so zum Beispiel im Jahr 2012 am 2. White Ravens Festival in München, am Kinder- und Jugendprogramm des 12. Internationalen Literaturfestivals Berlin sowie am 10. Steglitzer Literaturfest. 2013 war er zu Gast bei der Buchwoche an der Deutschen Schule New York.
Mohl ist Mitglied im Forum Hamburger Autoren und lebt mit seiner Familie in Hamburg.

## Kritikerstimmen
- Ich wäre tendenziell für ein Happy End (2009)

„Immer wieder ringen Mohls Helden um Orientierung; wissen nicht, was ihnen geschehen ist, wissen nicht, was ihnen demnächst passiert. Dazu ist es knapp, unprätentiös und gelegentlich angenehm lakonisch geschrieben: Nils Mohl verdient es, nicht nur geehrt, sondern mehr noch gelesen zu werden.“

- Es war einmal Indianerland (2011)

„Er zerlegt die Geschichte von Mauser und seiner aufreibenden Reise an die Küste, die sich in wenigen Ferientagen abspielt, in kleinste Partikel, löst sich von jeder chronologischen Erzählweise und auch von jedem traditionellen Schema eines Problemromans; er schafft statt dessen ein Mosaik von Vor- und Rückgriffen, das sich wie ein Spiegel dessen liest, was im Kopf von Mauser abläuft, wenn er sich zwischen den beiden Frauen und den Problemen in seiner eigenen Familie verheddert. Sprunghaft und schnell wie die Stimmungsschwankungen des Helden bewegt sich der Roman vor und zurück. Die Sätze sind pointiert, oft zutiefst ironisch und erschaffen sich einen ganz eigenen Resonanzraum. Der Held ist selten bei sich selbst: „Eine Hand greift mir ins Haar. Ich stelle fest, es ist meine“, erklärt Mauser – und der Leser weiß: Richtig leben fühlt sich anders an. Wie man da jedoch hin gelangen könnte, muss noch geklärt werden. Nils Mohl liebt Konjunktiv-II-Motive, lässt sich in einem anderen Interview mit ihm nachlesen, also Geschichten, die nur im eigenen Kopf spielen, die auf die Frage „Was wäre wenn?“ antworten und den Blick auf das Hier und Jetzt komplett verbauen. Mit Es war einmal Indianerland hat er dieser Verwirrung eine beeindruckende Form gegeben.“

„Es war einmal Indianerland ist ein kunstvoll gebauter Roman, der mit seinen zahlreichen Neologismen auch sprachlich innovativ und überzeugend ist. Er bietet dem Leser eine neue und aufregende Variante aus Bildungsroman und Liebesgeschichte. Mohl gelingt es, anspruchsvolles literarisches Erzählen thematisch dicht bei seinen jugendlichen Lesern zu realisieren – und das mit viel Herz und Ohr für seine Adressaten.“

„Blitz. Donner. Ruhe. [...] Nils Mohl hat einen Roman wie ein Unwetter geschrieben über das Erwachsenwerden in der Vorstadt. [...] Alles ist kurz an diesem Buch: Die Sätze knallen, sind manchmal nur Aufzählungen, Gedankenblitze, das Buch rast, die Zeit rast. Zwölf Tage Ferien, um alles aufzuarbeiten, um alle Probleme zu lösen und alle Beziehungen zu klären und, ach ja, um erwachsen zu werden. Peng.“

- Henny & Ponger (2022)

„„Nicht von dieser Welt sein, vor allem an der Schwelle zum Erwachsenwerden, um dieses Gefühlschaos dreht sich die temporeiche Geschichte von Henny und Ponger, deren beider Identität kein Rätsel bleibt und doch total verrückt klingt. Mit einem Augenzwinkern hat der 51-jährige Hamburger Nils Mohl in seine Handlung voller frecher Dialoge Erinnerungssplitter aus bekannten Science-Fiction-Filmen eingebaut, aber auch Musiktitel versteckt, von Elvis, Rihanna bis Sophie Hunger. Mag Nils Mohls poetisches Schreiben von nostalgischen Erinnerungen an die eigene Jugend begleitet gewesen sein, so ist doch die tragikomische Begegnung seines … Duos mit der ersten großen Liebe für Lesende ab dreizehn Jahren aktuell und zeitlos zugleich.““

## Publikationen (Auswahl)
- High & Low Level Litbizz. Über den Berufs- und Karrierestart von Schriftstellern heute. Artislife, Hamburg 2006, ISBN 978-3-938378113.
- Kurzgeschichte Tanzen gehen. In: EinFach Deutsch – Unterrichtsmodelle: Die Kurzgeschichte auf dem Weg ins 21. Jahrhundert. Schöningh, Paderborn 2007, ISBN 978-3-14-022396-6.

- Kasse 53. Achilla Presse, Butjadingen 2008, ISBN 978-3-940350-03-9.
- Ich wäre tendenziell für ein Happy End.  12 Kurzgeschichten Plöttner Verlag, Leipzig 2009, ISBN 978-3-938442-65-4.
- Ballade von dünnen Männern. Hosentaschenverlag, Hannover 2010, ISBN 978-3-941938-12-0.
- „Stadtrand-Trilogie“:
  - Es war einmal Indianerland. Rowohlt Verlag, Hamburg 2011, ISBN 978-3-499215-52-0.
  - Stadtrandritter. Rowohlt, Hamburg 2013, ISBN 978-3-499216-14-5.
  - Zeit für Astronauten. Rowohlt, Hamburg 2016, ISBN 978-3-499216-78-7.
- Mogel. Rowohlt, Hamburg 2014, ISBN 978-3-499215-37-7.
- König der Kinder. Illustration von Katharina Greve. Mixtvision, München 2020, ISBN  978-3-95854-155-9.
- Tänze der Untertanen. Mixtvision, München 2020, ISBN 978-3-95854-156-6.
- Henny & Ponger. Mixtvision, München 2022, ISBN 978-3-95854-182-5.
- Wilde Radtour mit Velociraptorin. Illustriert von Halina Kirschner. mairisch Verlag, Hamburg 2023, ISBN 978-3-948722-27-2.
- Tierische Außenseiter. Reime über unknuddelige Große wie Kleine mit und ohne Beine. Illustriert von Katharina Greve. Tryolia, Innsbruck/Wien 2023, ISBN 978-3-7022-4149-0.
- Engel der letzten Nacht. Fischer Sauerländer, Frankfurt am Main 2025, ISBN 978-3-7571-0192-3.

## Theaterstücke
- 2003: Revolution. Text: Nils Mohl und Max Reinhold. Uraufführung 2003 Raum 33 in Basel
- 2013: Es war einmal Indianerland. Stück nach dem gleichnamigen Roman von Nils Mohl, Regie und Fassung: Kristina Stang. Luisa Wolf. Uraufführung 2013 am Deutschen Theater Berlin[11]

## Auszeichnungen
- 2000: Limburg-Preis
- 2001: Stipendiat der Autorenwerkstatt Prosa am Literarischen Colloquium Berlin
- 2001: Teilnahme am 9. Open Mike der Literaturwerkstatt Berlin
- 2002: Literaturförderpreis der Stadt Hamburg
- 2003: Teilnahme als Enno Zweyner (zusammen mit Oliver Kemmann) am 11. Open Mike der Literaturwerkstatt Berlin
- 2003: 3. Platz beim MDR-Literaturpreis
- 2004: Stipendiat beim 8. Klagenfurter Literaturkurs
- 2006: 3. Platz beim MDR-Literaturpreis
- 2008: Literaturförderpreis der Stadt Hamburg
- 2011: Oldenburger Kinder- und Jugendbuchpreis für Es war einmal Indianerland
- 2012: Kranichsteiner Jugendliteratur-Stipendium für Es war einmal Indianerland[12]
- 2012: Auszeichnung als eins der "schönsten Bücher Deutschlands" für Es war einmal Indianerland[13]
- 2012: Deutscher Jugendliteraturpreis in der Kategorie Jugendbuch für Es war einmal Indianerland
- 2016: Luchs des Monats August für Zeit für Astronauten
- 2022: Österreichischer Kinder- und Jugendbuchpreis für An die, die wir nicht werden wollen (zusammen mit Regina Kehn)
- 2024: James Krüss Preis für internationale Kinder- und Jugendliteratur